# Рингманн, Матиас
Матиас Рингман (нем. Matthias Ringmann; около 1482, Эйшхоффан, Франция — 1511, Селеста) — немецкий картограф, поэт.

## Биография
Родился в Эйшхоффене в Эльзасе, учился в Гейдельбергском и Парижском университетах. Около 1503 года, во время посещения Италии, впервые узнал о недавно открытых западных землях, позже известных как Новый Свет. Думая, что открытие совершил Америго Веспуччи, а не Христофор Колумб, Рингманн и его друг Мартин Вальдземюллер нанесли на карту название Америка. Таким образом именно Рингманн дал название материку Америка.
Труд Рингманна и Вальдземюллера был опубликован под названием «Cosmographiae Introductio» («Введение в космографию») 25 апреля 1507 года — это было первое появление названия «Америка» в печати. В более позднем издании Вальдземюллер исправил ошибки и назвал Южную Америку «Терра Нова», но название Америке уже закрепилось.
Рингманном были исправлены тексты латинских изданий географии Птолемея, опубликованные ранее в Риме и Ульме, по греческим рукописям, заимствованным из Италии (Codex Vaticanum Graecorum 191), а Вальдземюллер отредактировал карты Птолемея и добавил двадцать новых. В результате был создан «первый современный атлас мира».